# Theoretical Biology Forum
Theoretical Biology Forum is een internationaal, aan collegiale toetsing onderworpen wetenschappelijk tijdschrift op het gebied van de theoretische biologie.
Het is opgericht in 1919 onder de naam Rivista di Biologia (Perugia).